# Polonia w Rumunii

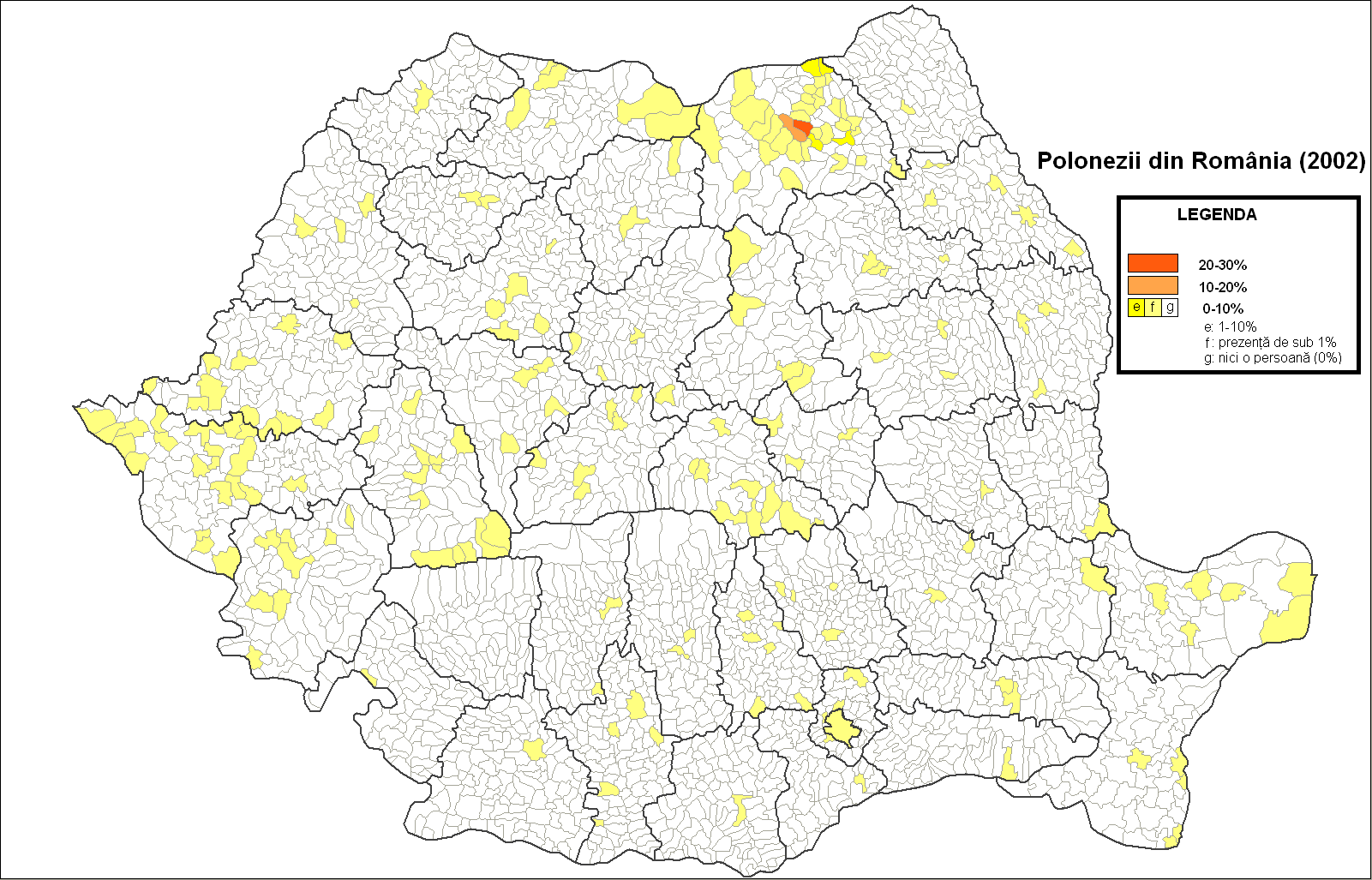
Polacy w Rumunii (2002)

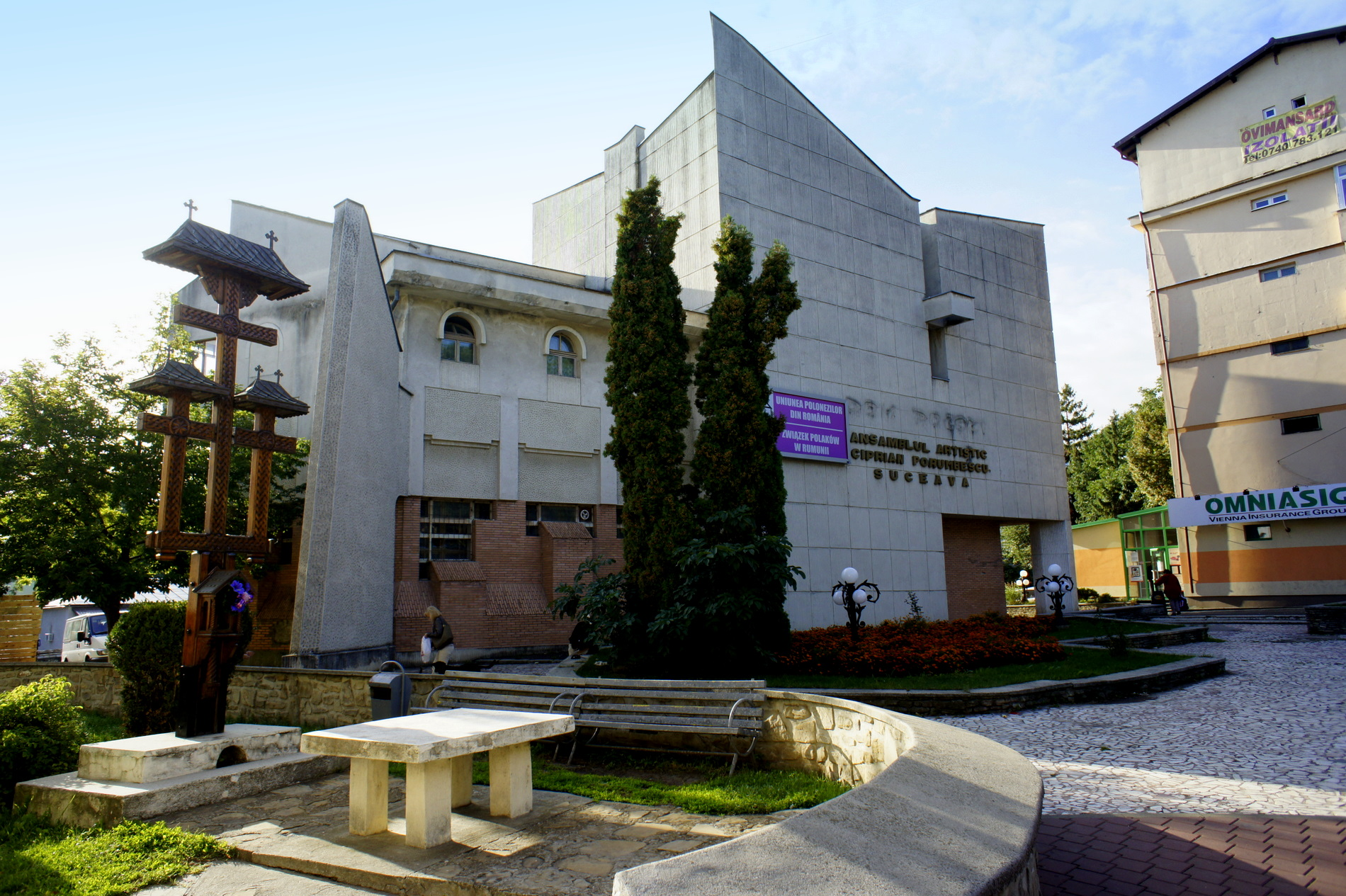
Suczawa, ul. Ioan Vodă Viteazu 5 – siedziba Związku Polaków w Rumunii

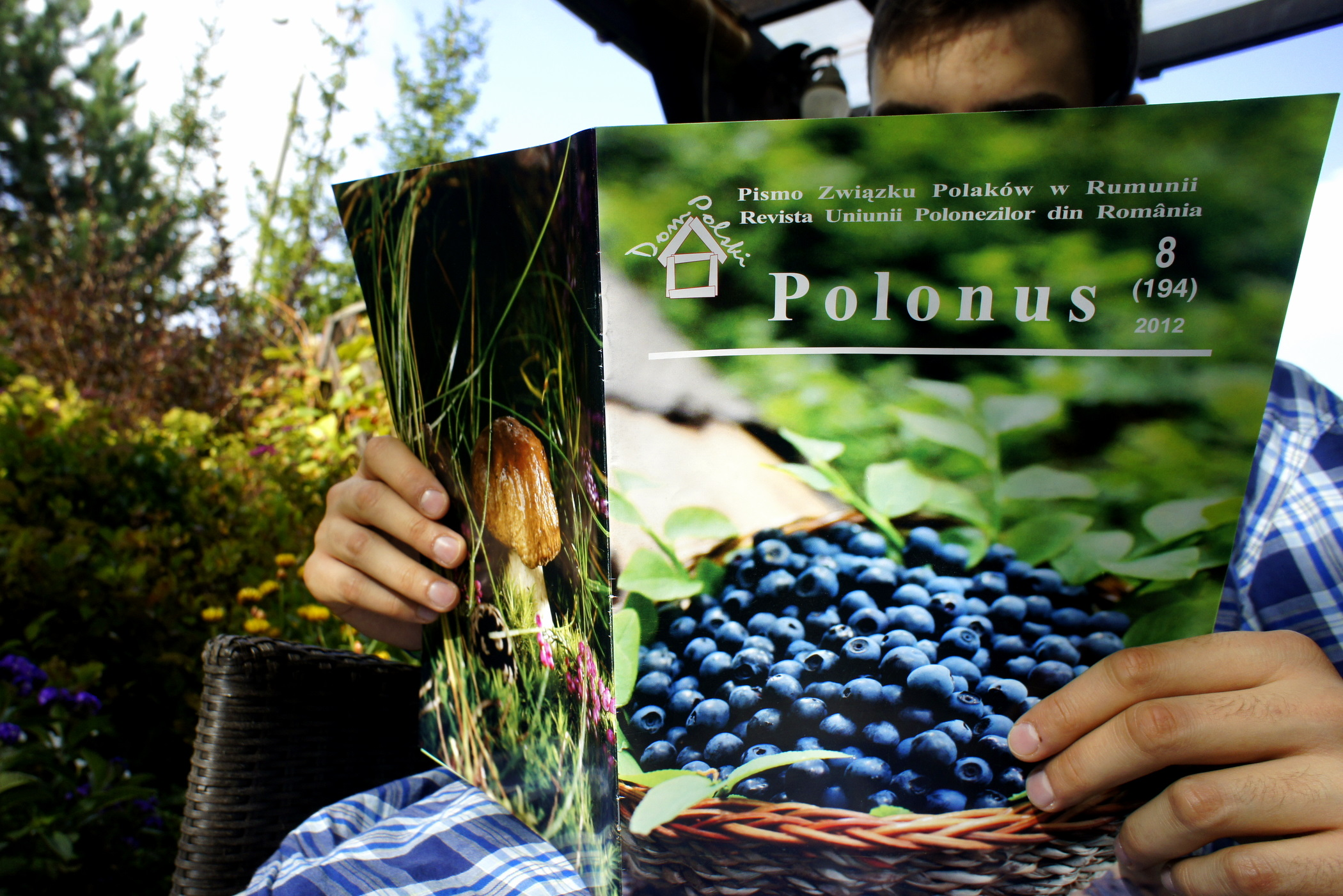
„Polonus”, pismo Związku Polaków w Rumunii

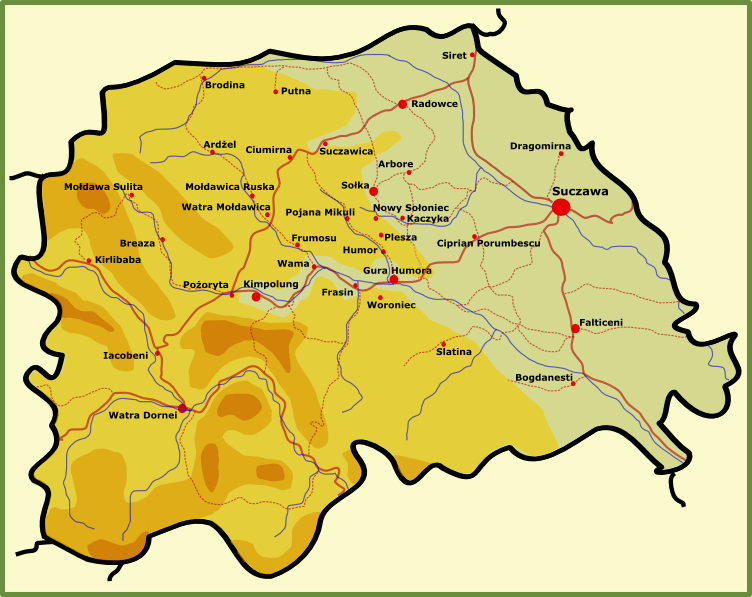
Okręg Suczawa z zaznaczonymi polskimi miejscowościami

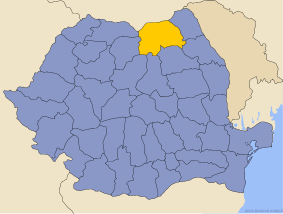
Lokalizacja Okręgu Suczawa

Polonia w Rumunii liczy 2137 osób (według spisu z 2021). Jest oficjalnie uznaną mniejszością narodową i ma jednego przedstawiciela w rumuńskim parlamencie.
Od 2008 prezesem Związku Polaków w Rumunii jest Ghervazen Longher.
Większość przedstawicieli mniejszości mieszka w okręgu Suczawa. Istnieją tam trzy miejscowości zamieszkane w większości przez ludność polską: Nowy Soloniec (Solonețu Nou), Plesza (Pleșa) i Pojana Mikuli (Poiana Micului).

## Historia
Pierwsi Polacy osiedlili się w Bukowinie w okresie rządów w Polsce Kazimierza III Wielkiego. Większość Polaków przybywających na te tereny po 1774 migrowała w poszukiwaniu pracy. W 1792 r. 20 rodzin górniczych z Bochni i Wieliczki przybyło do Kaczyki (Cacica), gdzie rok wcześniej uruchomiono kopalnię soli.
Kolejna fala imigrantów pojawiła się w pierwszej połowie XIX wieku, gdy region był częścią Austro-Węgier. W 1803 górale z rejonu Czadcy (górale czadeccy) osiedlili się m.in. w Tereblesztach (Tereblecea) nad Seretem, Starej Hucie Krasnej i w Kaliczance na przedmieściach Czerniowiec. W latach 1814–1819 w okolice Czerniowiec przybyło kilkadziesiąt polskich rodzin z majątków Potockich w rejonie Brzeżan. Byli to również górale pochodzący z czadeckiego, którzy kilkanaście lat wcześniej przybyli na Podole znęceni niespełnioną ostatecznie przez Potockich obietnicą uwłaszczenia. W exodusie na Bukowinę pociągnęli oni za sobą wiele rodzin polskich pochodzących z różnych stron Galicji i Śląska, zatrudnionych do tego czasu w dobrach brzeżańskich. Ludność ta nie tylko wzmocniła liczebnie wymienione wyżej osady, ale również utworzyła nowe. Należała do nich m.in. Hliboka, gdzie w latach 1814–1820 osiadło 30 rodzin i Tereszeny, gdzie w 1836 r. mieszkało już 19 rodzin polskich.
Znaczny przyrost naturalny, a także dalszy napływ nowych osadników spowodowały, że już w 1821 r. górale z Tereblesztów i Starej Huty Krasnej zwrócili się do władz cesarskich o przydzielenie im nowych gruntów, na których mogłoby 80–130 rodzin założyć gospodarstwa. W 1834 r. mieszkańcy z Hlibokiej skierowali podanie do starostwa w Czerniowcach, domagając się przyznania im nowych gruntów osadniczych, grożąc (w razie niespełnienia ich prośby) przeniesieniem się do Mołdawii. Ostatecznie otrzymali oni do skolonizowania dolinę Sołońca zwaną urzędowo Lichtenthal (jako że była ona zarezerwowana dla niemieckich przybyszów z Sudetów). Jeszcze w 1834 r. 30 rodzin z Hlibokiej założyło Nowy Soloniec. Wiosną 1836 r. 16 rodzin z Kaliczanki założyło Pleszę (później dołączyło do nich kilkanaście rodzin z Tereblesztów). W 1837 r. 40 rodzin ze Starej Huty Krasnej założyło Pojanę Mikuli w dolnej części doliny Humoru, której część górną zajęło 40 rodzin Niemców sudeckich.
W 1929 r. Rumunię zamieszkiwało ok. 50 tys. Polaków, którzy grupowali się głównie na Bukowinie (40 tys.) i w Besarabii. Na Bukowinie działała najstarsza i najważniejsza organizacja polska w Rumunii – Stowarzyszenie Czytelni Polskiej i Bratniej Pomocy, posiadająca bibliotekę, boisko sportowe oraz Dom Polski w Czerniowcach. Działało tam również stowarzyszenie rękodzielników polskich „Gwiazda”. Organizacją polityczną była Polska Rada Narodowa, jej organ prasowy stanowiła "Gazeta Polska" – jedyne wówczas wydawane w Rumunii pismo polskie. W 1924 r. władze rumuńskie znacznie ograniczyły szkolnictwo polskie, w wyniku czego pozostały tam jedynie trzy prywatne polskie szkoły.
W 1939 roku w Rumunii żyło 80 000 Polaków, w 1949 pozostało ich jedynie 11 000, co spowodowane było deportacjami i zmianami granic (Rumunia utraciła Besarabię i północną Bukowinę).

## Ewolucja demograficzna
Polacy w Rumunii
     Polacy w  okręgu Suczawa